# Philippe Christanval
Philippe Charles Lucien Christanval (* 31. srpna 1978) je bývalý francouzský profesionální fotbalista, který hrál na pozici středního obránce.

## Klubová kariéra

### Monaco
Christanvalova profesionální kariéra začala v AS Monaco v roce 1997, kde odehrál 81 zápasů, ve kterých vstřelil jeden gól. V sezóně 1999/2000 vyhráli ligový titul, což mu vyneslo titul mladého hráče roku, a několikrát se objevil v Lize mistrů UEFA. V lednu 2001 bylo oznámeno, že Monaco zvažuje jeho výměnu za Franka Leboeufa z Chelsea.

### Barcelona a Marseille
Christanval pak v červnu 2001 podepsal smlouvu s Barcelonou ze španělské La Ligy za 6,5 milionu liber. Týmu prý fandil už jako dítě. Po odchodu z Barcelony v roce 2003 přestoupil 18. července do Marseille a podepsal zde čtyřletou smlouvu. V roce 2004, tedy v jeho první sezóně, se dostali do finále Poháru UEFA, při prohře 0:2 s Valencií byl Christanval nevyužitým náhradníkem.

### Fulham
Po dvou zkušebních týdnech v Arsenalu se jeho manažer Arsène Wenger rozhodl s Christanvalem nepodepsat smlouvu. Dne 9. září 2005 Christanval přestoupil do dalšího londýnského týmu z Premier League, do Fulhamu. Při podpisu manažer Chris Coleman uvedl: „Může být kapitánem dalších pět let, pokud bude prokazovat stejnou konzistenci a úroveň výkonnosti“.
Ve svých prvních zápasech ve Fulhamu nastupoval na pozici defenzivního záložníka s Papa Bouba Diopem. Později se přesunul zpět na svou obvyklou pozici. Jeho jediným gólem v Premier League byl pozdní vyrovnávací gól při remíze 3:3 s West Hamem United 13. ledna 2007.
V sezóně 2007/08 nastoupil pouze jednou jako náhradník. Na konci sezóny byl Christanval z Fulhamu propuštěn a byla mu nabídnuta zkouška v klubu Blackburn Rovers. Dne 9. dubna 2009 Christanval ukončil fotbalovou kariéru, protože se mu nepodařilo najít nový klub.

## Reprezentační kariéra
Christanval byl součástí francouzského týmu na Mistrovství světa ve fotbale do 20 let 1997.
Svůj debut v seniorské reprezentaci si odbyl 7. října 2000 při přátelské remíze 0:0 s Jihoafrickou republikou. V roce 2002 odehrál Christanval další čtyři přátelské zápasy, než se v národním týmu naposledy objevil při výhře 2:1 nad Kyprem v kvalifikaci na Mistrovství Evropy ve fotbale 2004. Byl vybrán do týmu pro Mistrovství světa ve fotbale 2002, ale na hřiště nenastoupil.

## Osobní život
Stadion s umělým povrchem v jeho rodném Sarcelles byl pojmenován po Christanvalovi.

## Statistiky

### Klubové
| Klub              | Sezóna            | Liga              | Liga   | Liga | Národní pohár | Národní pohár | Kontinentální | Kontinentální | Celkově | Celkově |
| Klub              | Sezóna            | Soutěž            | Zápasy | Góly | Zápasy        | Góly          | Zápasy        | Góly          | Zápasy  | Góly    |
| ----------------- | ----------------- | ----------------- | ------ | ---- | ------------- | ------------- | ------------- | ------------- | ------- | ------- |
| Monaco            | 1996/97           | Ligue 1           | –      | –    | 1             | 0             | –             | –             | 1       | 0       |
| Monaco            | 1997/98           | Ligue 1           | 10     | 0    | 2             | 0             | 3             | 0             | 15      | 0       |
| Monaco            | 1998/99           | Ligue 1           | 23     | 1    | –             | –             | 4             | 0             | 27      | 1       |
| Monaco            | 1999/00           | Ligue 1           | 25     | 0    | 4             | 0             | 7             | 0             | 36      | 0       |
| Monaco            | 2000/01           | Ligue 1           | 23     | 0    | 4             | 0             | 5             | 0             | 32      | 0       |
| Monaco            | Celkově           | Celkově           | 81     | 1    | 11            | 0             | 19            | 0             | 111     | 1       |
| Barcelona         | 2001/02           | La Liga           | 26     | 0    | –             | –             | 13            | 0             | 39      | 0       |
| Barcelona         | 2002/03           | La Liga           | 5      | 0    | –             | –             | 3             | 0             | 8       | 0       |
| Barcelona         | Celkově           | Celkově           | 31     | 0    | 0             | 0             | 16            | 0             | 47      | 0       |
| Marseille         | 2003/04           | Ligue 1           | 13     | 0    | 1             | 0             | 3             | 0             | 17      | 0       |
| Fulham            | 2005/06           | Premier League    | 15     | 0    | 4             | 0             | –             | –             | 19      | 0       |
| Fulham            | 2006/07           | Premier League    | 20     | 1    | 3             | 0             | –             | –             | 23      | 1       |
| Fulham            | 2007/08           | Premier League    | 1      | 0    | –             | –             | –             | –             | 1       | 0       |
| Fulham            | Celkově           | Celkově           | 36     | 1    | 7             | 0             | 0             | 0             | 43      | 1       |
| Celkově v kariéře | Celkově v kariéře | Celkově v kariéře | 161    | 2    | 19            | 0             | 38            | 0             | 218     | 2       |

## Úspěchy
Monaco
- Ligue 1: 1999/00
- Trophée des champions: 2000

Marseille
- Poražený finalista Poháru UEFA: 2003/04

Individuální
- Nejlepší mladý hráč Ligue 1 podle UNFP: 2000